# Мерфи, Кори
Кори Мёрфи (англ. Cory Murphy; род. 13 февраля 1978, Каната, Онтарио, Канада) — профессиональный канадский хоккеист, защитник. Чемпион мира 2007 года в составе сборной Канады. Сезон 2013/2014 проведёт в клубе «Векшё Лейкерс», выступающем в Шведской элитной серии.

## Карьера
Не задрафтованный, Кори Мёрфи начал свою карьеру в университетском клубе «Калгейт». Следующие два сезона играл в СМ-Лиге в «Эспоо Блюз». В сезоне 2001/02 в 46 играх набрал 24 очка (9 голов и 15 передач). В сезоне 2002/03 в 45 играх набрал 15 очков (11 голов и 4 передачи). Следующие два сезона провел с командой «Ильвес», за эти два сезона он набрал 86 очков (32 гола и 54 передачи).
Сезон 2005/06 провел в Швейцарской национальной лиге, играя за клуб «Фрибур-Готтерон», где в 44 играх набрал 35 очков (13 голов и 22 перадачи). В сезоне 2006/07 вернулся в Финляндию, подписав однолетний контракт с «ХИФК». В этом сезоне Мёрфи стал лучшим игроом в лиге. На чемпионате мира 2007 года Мёрфи, стал Чемпионом мира, выиграв в финале у сборной Финляндии со счетом 4:2.
27 марта 2007 года, Мёрфи подписал двухлетний контракт с клубом из НХЛ «Флорида Пантерз». Первый гол в НХЛ Кори Мёрфи забил 6 октября 2007 в ворота Кевина Уикса из команды «Нью-Джерси Дэвилз».
Сезон 2008/09, Кори Мёрфи сыграл семь матчей за «Пантер», после этого получил травму плеча, которое все время его беспокоило. Оправившись от травмы Мёрфи был отправлен в фарм-клуб «Рочестер Американс», где он сыграл 5 встреч, набрав 6 очков (2 гола и 4 передачи). Следующие полсезона он провел в «Тампа Бэй Лайтнинг».
17 июля 2009 года он был подписал двусторонний контракт с «Нью-Джерси Дэвилз», сроком на один год. За «Нью-Джерси Дэвилз» Мёрфи провел 12 игр, набрав в них 3 очка (2 гола и 1 передача). Весь оставшийся сезон провел в фарм-клубе «Нью-Джерси Дэвилз» — «Лоуэлл Девилз», которая выступала в АХЛ. В 64 играх в Американско лиге он набрал 44 очка (6 голов и 38 передач).
4 июня 2010 года, Кори Мёрфи подписал двухлетний контракт со швейцарским клубом «Цюрих». В этих двух сезонах он набрал в общем 45 очков (13 голов и 32 передачи).
20 июля 2012 года Мёрфи перешёл в клуб КХЛ «Динамо» (Минск).
После окончания карьеры занялся тренерской деятельностью и несколько лет входил в штаб сборной Германии.

## Достижения
- Чемпион мира по хоккею с шайбой (2007, сборная Канады).
- Лучший игрок сезона финской СМ-Лиги 2006/2007. (Трофей «Kultainen kypärä»[англ.]).

## Статистика
Последнее обновление: 26 августа 2013 года
```
                                            --- Regular Season ---  ---- Playoffs ----
Season   Team                        Lge    GP    G    A  Pts  PIM  GP   G   A Pts PIM
--------------------------------------------------------------------------------------
1997-98  Colgate University          ECAC   35    8   19   27   38
1998-99  Colgate University          ECAC   34    3   23   26   26
1999-00  Colgate University          ECAC   35   10   19   29   26
2000-01  Colgate University          ECAC   34    7   22   29   34
2001-02  Blues                       SM-li  46    9   15   24   38   3   0   1   1   0
2002-03  Blues                       SM-li  45   11    4   15   49   7   1   0   1   2
2003-04  Ilves Tampere               SM-li  56   18   26   44   22   7   1   2   3   2
2004-05  Ilves Tampere               SM-li  56   12   23   35   36   7   1   3   4  18
2005-06  Fribourg-Gotteron           Swiss  44   13   22   35   52  --  --  --  --  --
2006-07  HIFK Helsinki               SM-li  45   13   37   50   46   5   0   1   1   4
2007-08  Florida Panthers            NHL    47    2   15   17   22  --  --  --  --  --
2008-09  Florida Panthers            NHL     7    0    1    1    2  --  --  --  --  --
2008-09  Rochester Americans         AHL     5    2    4    6    2  --  --  --  --  --
2008-09  Tampa Bay Lightning         NHL    25    5   10   15   12  --  --  --  --  --
2009-10  New Jersey Devils           NHL    12    2    1    3    2  --  --  --  --  --
2009-10  Lowell Devils               AHL    64    6   38   44   30   5   0   0   0   2
2010-11  Zurich                      Swiss  49   10   25   35   30   5   0   3   3   0
2011-12  Zurich                      Swiss  24    3    7   10    4  --  --  --  --  --
2012-13  Dynamo Minsk                KHL    52    5   26   31   36  --  --  --  --  --
--------------------------------------------------------------------------------------
         NHL Totals                         91    9   27   36   38
         KHL Totals                         52    5   26   31   36

```

### Международные соревнования
| Год                  | Сборная              | Турнир               | Место                |   | И | Г | П | О | Штр |
| -------------------- | -------------------- | -------------------- | -------------------- | - | - | - | - | - | --- |
| 2007                 | Канада               | ЧМ                   |                      | 9 | 1 | 6 | 7 | 8 |     |
| Всего (осн. сборная) | Всего (осн. сборная) | Всего (осн. сборная) | Всего (осн. сборная) | 9 | 1 | 6 | 7 | 8 |     |